# Province d'Entre Ríos
 (octobre 2022).
La mise en forme du texte ne suit pas les recommandations de Wikipédia : il faut le « wikifier ».
Les points d'amélioration suivants sont les cas les plus fréquents. Le détail des points à revoir est peut-être précisé sur la page de discussion.
- Les titres sont pré-formatés par le logiciel. Ils ne sont ni en capitales, ni en gras.
- Le texte ne doit pas être écrit en capitales (les noms de famille non plus), ni en gras, ni en italique, ni en « petit »…
- Le gras n'est utilisé que pour surligner le titre de l'article dans l'introduction, une seule fois.
- L'italique est rarement utilisé : mots en langue étrangère, titres d'œuvres, noms de bateaux, etc.
- Les citations ne sont pas en italique mais en corps de texte normal. Elles sont entourées par des guillemets français : « et ».
- Les listes à puces sont à éviter, des paragraphes rédigés étant largement préférés. Les tableaux sont à réserver à la présentation de données structurées (résultats, etc.).
- Les appels de note de bas de page (petits chiffres en exposant, introduits par l'outil «  Source ») sont à placer entre la fin de phrase et le point final[comme ça].
- Les liens internes (vers d'autres articles de Wikipédia) sont à choisir avec parcimonie. Créez des liens vers des articles approfondissant le sujet. Les termes génériques sans rapport avec le sujet sont à éviter, ainsi que les répétitions de liens vers un même terme.
- Les liens externes sont à placer uniquement dans une section « Liens externes », à la fin de l'article. Ces liens sont à choisir avec parcimonie suivant les règles définies. Si un lien sert de source à l'article, son insertion dans le texte est à faire par les notes de bas de page.
- La présentation des références doit suivre les conventions bibliographiques. Il est recommandé d'utiliser les modèles {{Ouvrage}}, {{Chapitre}}, {{Article}}, {{Lien web}} et/ou {{Bibliographie}}. Le mode d'édition visuel peut mettre en forme automatiquement les références.
- Insérer une infobox (cadre d'informations à droite) n'est pas obligatoire pour parachever la mise en page.

Pour une aide détaillée, merci de consulter Aide:Wikification.
Si vous pensez que ces points ont été résolus, vous pouvez retirer ce bandeau et améliorer la mise en forme d'un autre article.
Pour les articles homonymes, voir Entre Rios.
La province d'Entre Ríos est une province de l'Argentine située au nord de la province de Buenos Aires, au sud de la province de Corrientes, à l'est de la province de Santa Fe et à l'ouest de l'Uruguay.

## Histoire
Avant l'arrivée des Espagnols, le territoire était peuplé de diverses ethnies et tribus, principalement les Chanas, les Guaranís et les Charrúas. Ces peuples étaient avant tout nomades (à l'exception des Guaranís). Leurs activités étaient la chasse, la pêche et la cueillette. Seuls les Guaranís pratiquaient une agriculture rudimentaire.
Le premier Européen à explorer le territoire fut un certain Rodríguez Serrano qui, en 1520, navigua sur le Río Uruguay à la recherche d'un passage vers l'océan Pacifique. En 1528, Juan Álvarez y Ramón fit le même parcours atteignant le site de l'actuelle ville de Concordia.
Les premiers colons s'établirent dans l'actuel département de La Paz sur les bords du Paraná à la fin du XVIe siècle. Hernandarias, en tant que gouverneur d'Asuncion puis de Buenos Aires, conduisit des expéditions sur le sol de la province.
Au milieu du XVIIe siècle, un groupe d'habitants de Santa Fe  s'établit sur les berges du Paraná. Ainsi commença à se construire la capitale provinciale. On assista alors également au peuplement des localités qui allaient devenir les villes de Nogoyá, Victoria, Gualeguay, Gualeguaychú, Concepción del Uruguay et Concordia.
En 1776, la vice-royauté du Río de la Plata fut fondée. Le territoire d'Entre Ríos y fut incorporé comme partie de l'Intendance de Buenos Aires.
En 1783, le vice-roi Juan José de Vértiz y Salcedo, inquiet de la proximité des Portugais dans la région, envoya Tomás de Rocamora explorer le territoire. Celui-ci se chargea de fonder de manière correcte les villes de Gualeguay, Gualeguaychú et Concepción del Uruguay. Ce fut aussi le premier à utiliser le terme de « Entre Ríos ». Entre Rios appartenait à l'Uruguay et fut protégé par Artigas. Lors de la révolution de mai, les populations de la province adhérèrent au processus d'émancipation. Lors de la campagne du Paraguay, Paraná hébergea les campements des troupes du général Manuel Belgrano.

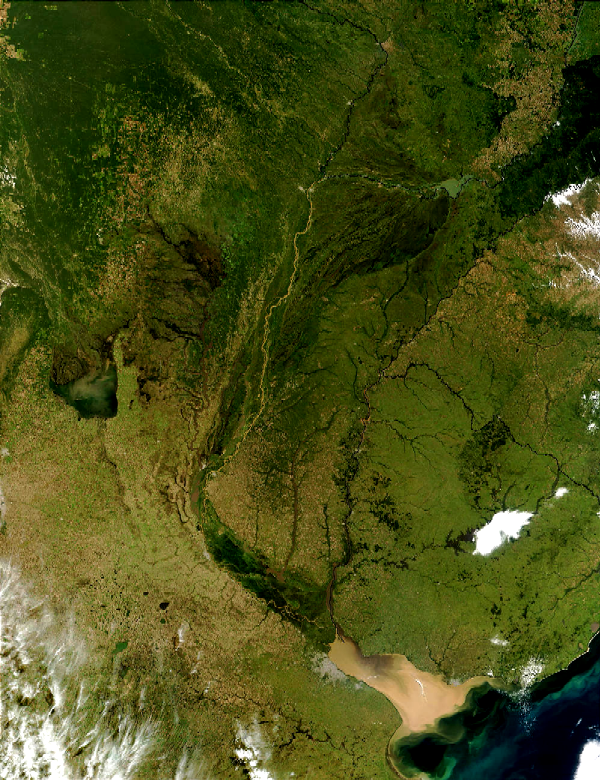
Image satellite montrant les inondations de mai 2003 : les parties sombres sont les surfaces inondées.

Le 29 septembre 1820, le gouverneur Francisco Ramírez proclama la República de Entre Ríos, dans le cadre des autonomies provinciales. Cette situation perdura jusqu'à sa mort, le 10 juillet 1821.
Quand Buenos Aires se sépara du reste de l'Argentine en tant qu'État indépendant, en 1854 Justo José de Urquiza fixa la capitale de la Confédération argentine à Paraná, transférant la capitale provinciale à Concepción del Uruguay. La ville resta capitale jusqu'en décembre 1861, et Buenos Aires lui succéda dès 1862.

## Géographie
La province d'Entre Ríos forme, avec celles de Misiones et Corrientes, la région de Mésopotamie.
Elle a un relief plat avec de douces ondulations appelées lomadas ou collines : Lomada Grande (à l'est) et Lomada de Montiel (à l'ouest).
Sa végétation est avant tout formée de ce qu'on appelle le Monte espinal: 
Ce sont des formations végétales qui ont comme caractéristique principale d'être très touffues, 
ce qui rend difficile le passage de l'homme monté à cheval ou à bord d'une automobile. Il y a des montes dans le centre et le nord-ouest de la province. Les espèces qui les forment sont le ñandubay, le prosopis alba ou algarrobo, l'espinillo, le Geoffroea decorticans ou chañar, le micocoulier celtis tala ou spinosa, le schinus molle ou molle, le lapacho ou tabebuia et l'enterolobium contortisiliquum ou timbó.
On y trouve aussi des forêts galeries le long des cours d'eau.

## Voies d'accès

### Voies routières

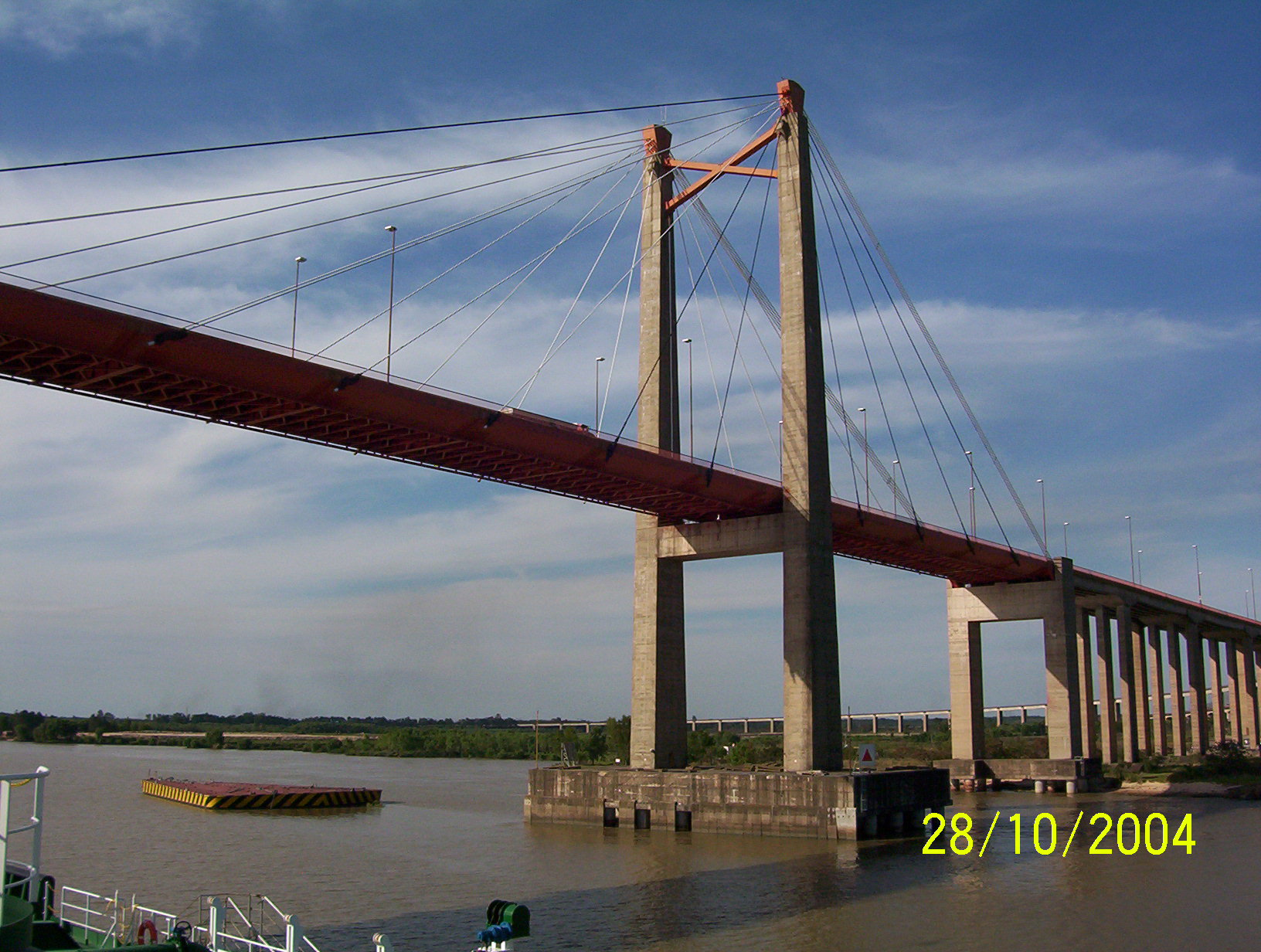
Pont Zárate-Brazo Largo. Dominant le Paraná du haut de ses 50 mètres, il relie le rio de la Plata avec le grand sud brésilien, matérialisant ainsi une zone économique de plus de 120 millions d'âmes.

Le passage vers la Province de Corrientes se fait grâce aux routes nationales 12 et 14, allant toutes deux plus ou moins parallèlement du sud au nord. Vers le sud, c'est par la nationale 12 que l'on arrive au Pont Zárate-Brazo Largo, face à la capitale fédérale, Buenos Aires.
Depuis la création du Mercosur et le développement du commerce vers le Pacifique et la Chine, le trafic routier s'accroît énormément dans la province qui est située au cœur du "Cône Sud". La Route nationale 14 sert de corridor pour poids-lourds au sein du Mercosur. Le Pont international (en province de Corrientes, un peu au nord de la limite provinciale) entre Paso de los Libres et Uruguayana, est un passage frontalier à très gros trafic. Ce pont sur le fleuve Uruguay constitue une grande porte vers le Brésil voisin.
La RN 14 et la RN 12 sont reliées entre elles par la Route nationale 18, allant de Concordia au niveau de la route nationale 14 (km 240) à Paraná au niveau de la route nationale 12. Cette route allant d'est en ouest se prolonge par la Route nationale 19, puis la Route nationale 20, en direction de Córdoba, puis de San Juan, au pied des Andes et à proximité du Chili.

### Voie ferroviaire
La province est desservie par le Chemin de fer General Urquiza, qui ne possédait plus, en 2018, que 944 km de voies, unissant la province avec Buenos Aires d'une part, et le reste de la zone de Mésopotamie argentine d'autre part. Ce chemin de fer permet d'accéder aux pays voisins c'est-à-dire l'Uruguay, et aussi le Brésil - via la province voisine de Corrientes.
Le réseau fut en fait démantelé fin du XXe siècle et quelque 1 000 km ont été mis hors d'usage. Actuellement, au départ du centre ferroviaire de Monte Caseros (extrême sud de la province de Corrientes), partent deux branches, l'une vers Corrientes et l'autre vers Posadas (province de Misiones).

## Villes principales
Les chiffres de population sont ceux du recensement de 2010 fournis par l'INDEC.
- Paraná (agglomération 264 076) : la capitale de la province, installée dans un site superbe, dominant de quelque 50 mètres le grand fleuve Paraná est riche de souvenirs historiques et de sites superbes. Le tunnel routier sous-fluvial qui la relie à sa voisine Santa Fe sera bientôt complété par un tunnel ferroviaire qui permettra de faire face à l'accroissement des échanges argentino-brésiliens.
- Concordia (149 450 habitants). La ville est située sur la rive droite du Río Uruguay. Son centre se trouve à 18 km au sud de la digue qui forme l'imposant lac de la retenue de barrage de Salto Grande.
- Gualeguaychú (97 839) située sur les bords du Río Gualeguaychú, au sud-est de la province, à environ 200 km au nord de Buenos Aires et à 30 km de la frontière avec l'Uruguay. Ses principales activités sont l'industrie, l'agronomie et le tourisme, centré autour de son "Carnaval del País"[3], considéré comme de toute grande envergure, et qui serait le troisième meilleur carnaval dans le monde[4].

- Concepción del Uruguay (72 528), fut fondée en 1783, par le vice-roi du Río de la Plata Juan José de Vértiz y Salcedo. La ville fut la capitale de la province au XIXe siècle - notamment de 1860 à 1883, année où la capitale fut définitevement transférée à Paraná. Ville riche en souvenirs historiques surtout du XIXe siècle, située sur le fleuve Uruguay, c'est un centre touristique important en Argentine.
- Villaguay (49 445) est située au centre de la province. On y trouve des musées, tels le Museo Histórico Natural et le Museo Arqueológico y Antropológico Indígena "TIERRA DE MINUANES". Ce dernier héberge des reliques ethno-historiques concernant les anciennes cultures indigènes tels celle des indiens Charruas.
- Chajarí (45 848) se trouve sur la Route nationale 14 à 523 km de Buenos Aires y 340 km de Paraná. C'est une des cités ayant la plus grande croissance démographique du pays[5]. Elle possède un parc d'eaux thermales constituant une attraction touristique d'intérêt international.
- Gualeguay (43 009)
- Nogoyá (39 026)
- Victoria (32 411) : la ville possède une belle cathédrale de la fin du XIXe siècle ainsi qu'une très belle abbaye bénédictine fondée par des moines venus de Belloc en France en 1899. Victoria est devenue un grand centre touristique avec casino et hôtel cinq étoiles. Important port fluvial sur le fleuve Paraná.
- Colón (24 835)
- La Paz (24 716)
- Crespo (22 203)
- Diamante (19 930)
- San José (18 178)
- Federal (18 015)
- Santa Elena (17 883)
- Federación (17 547)
- Rosario del Tala (13 723)
- San Salvador (13 228)
- San José de Feliciano (12 084)

## Divisions administratives
Depuis la création du département de San Salvador, la province est divisée en dix-sept 

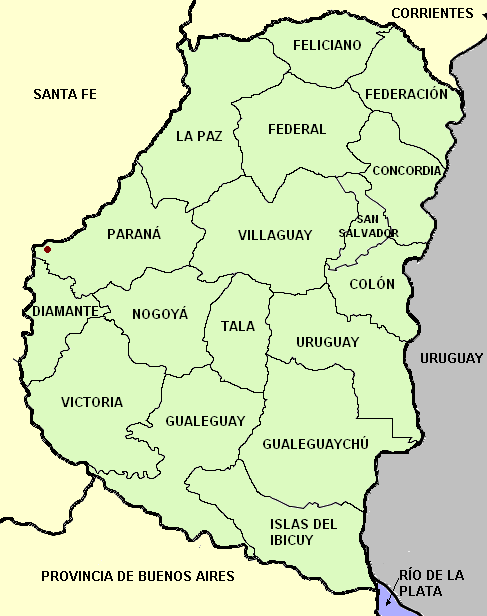
Divisions administratives de la province d'Entre Ríos et sa capitale.

départements :
| Département           | Superficie en km2 | Population en 2001 | Population en 2010 | Chef-lieu              |
| --------------------- | ----------------- | ------------------ | ------------------ | ---------------------- |
|                       |                   |                    |                    |                        |
| Colón                 | 2 893             | 52 718             | 62 160             | Colón                  |
| Concordia             | 3 357             | 157 291            | 170 033            | Concordia              |
| Diamante              | 2 774             | 44 095             | 46 361             | Diamante               |
| Federación            | 3 760             | 60 204             | 68 736             | Federación             |
| Federal               | 5 060             | 25 055             | 25 863             | Federal                |
| Gualeguay             | 7 178             | 48 147             | 51 883             | Gualeguay              |
| Gualeguaychú          | 7 086             | 101 350            | 109 461            | Gualeguaychú           |
| Islas del Ibicuy      | 4 500             | 11 498             | 12 077             | Villa Paranacito       |
| La Paz                | 6 500             | 66 158             | 66 903             | La Paz                 |
| Nogoyá                | 4 282             | 38 840             | 39 026             | Nogoyá                 |
| Paraná                | 4 974             | 319 614            | 339 930            | Paraná                 |
| San José de Feliciano | 3 143             | 14 584             | 15 079             | San José de Feliciano  |
| San Salvador          | 1 275             | 16 118             | 17 357             | San Salvador           |
| Tala                  | 2 663             | 25 892             | 25 665             | Rosario del Tala       |
| Uruguay               | 5 855             | 94 070             | 100 728            | Concepción del Uruguay |
| Victoria              | 6 822             | 34 097             | 35 767             | Victoria               |
| Villaguay             | 6 654             | 48 416             | 48 965             | Villaguay              |
| Total province        | 78 781            | 1 173 533          | 1 236 300          | Paraná                 |

## La Région Centre

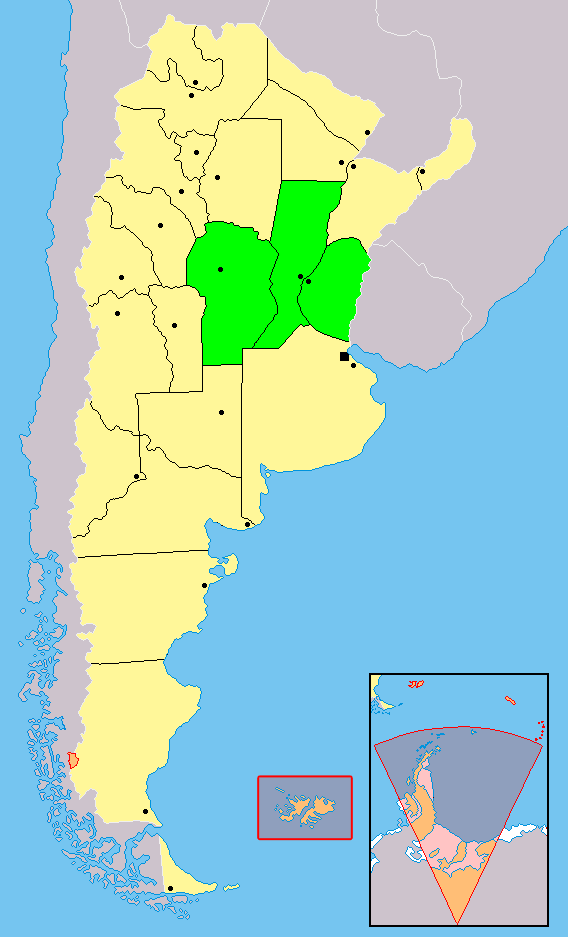
Carte de la Región Centro.

Les provinces de Córdoba et de Santa Fe ont signé le 15 août 1998 le Traité d'Intégration Régionale entre les Provinces de Córdoba et de Santa Fe "afin de promouvoir le développement économique et social, en vertu de ce qui est établi dans l'Article 124 de la Constitution Nationale, et le développement humain, la santé, l'éducation, la science, la connaissance et la culture..."
Le 6 avril de l'année 1999 a été signé l' Acte d'Intégration de la Province d'Entre Ríos au Traité d'Intégration Régionale, ce qui a configuré la Région Centre définitive.
Les organes régionaux sont :
La Junta de Gobernadores (Junte des Gouverneurs) : Organe Supérieur de la Région Centre comprenant les premiers mandataires des provinces membres.
Le Comité Ejecutivo (Comité Exécutif) : Il est l'organe de la Région Centre chargé d'implémenter et d'exécuter les politiques régionales décidées par la Junte des Gouverneurs.
Le Secretaría Administrativa: Est un organe de coordination technico-administratif de la Région Centre, chargé d'administrer et d'organiser le processus d'intégration régionale, d'exécuter les activités ordonnées par la Junte des Gouverneurs et le Comité Exécutif, veiller à l'accomplissement des accords conclus dans le cadre des traités fondamentaux signés, et ce avec l'assistance éventuelle technique et logistique des autres organes de la Région Centre.
La Comisión Parlamentaria Conjunta: En son sein délibèrent quatre commissions internes permanentes: la Commission de l'Economie et de la Production, la Commission de l'Infrastructure et des Services, la Commission de Législation Générale et la Commission des Affaires Institutionnelles et des Municipes et Communes.

## Climat
| Mois                     | jan.  | fév. | mars  | avril | mai  | juin | jui. | août | sep. | oct.  | nov.  | déc.  | année   |
| ------------------------ | ----- | ---- | ----- | ----- | ---- | ---- | ---- | ---- | ---- | ----- | ----- | ----- | ------- |
| Température moyenne (°C) | 25    | 23,8 | 21,4  | 17,7  | 14,8 | 11,6 | 11,5 | 12,6 | 14,8 | 18    | 20,9  | 23,5  | 18      |
| Précipitations (mm)      | 126,3 | 127  | 155,9 | 101,6 | 51,6 | 34   | 33,6 | 35,6 | 69,1 | 106,4 | 115,1 | 112,9 | 1 069,1 |

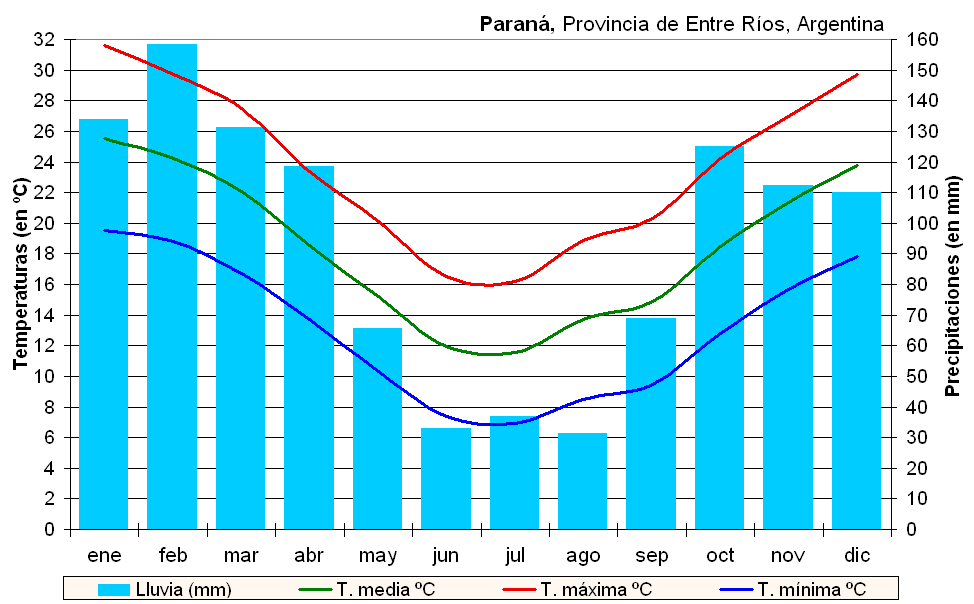
Climogramme de Paraná.

Les climats caractéristiques sont le climat subtropical sans saison sèche, au nord, et le climat tempéré pampéen au sud.
La province connaît des vents venus de l'océan Atlantique, outre des vents locaux comme le pampero, la sudestada et le vent du nord.
Elle a des précipitations abondantes, avec une moyenne d'au moins 900 mm annuellement. La température moyenne en été est de 20 °C, de novembre à mars. En hiver, la température est de 10 à 13 °C.
| Mois                     | jan.  | fév.  | mars  | avril | mai  | juin | jui. | août | sep. | oct.  | nov.  | déc. | année   |
| ------------------------ | ----- | ----- | ----- | ----- | ---- | ---- | ---- | ---- | ---- | ----- | ----- | ---- | ------- |
| Température moyenne (°C) | 24,8  | 23,6  | 21,3  | 17,5  | 14,1 | 10,9 | 11   | 12,1 | 14,3 | 17,4  | 20,3  | 23,2 | 17,5    |
| Précipitations (mm)      | 113,7 | 123,3 | 132,9 | 85    | 70,5 | 52,6 | 55,7 | 56,3 | 74,3 | 100,9 | 101,5 | 98,9 | 1 065,6 |

| Mois                | jan.  | fév.  | mars  | avril | mai   | juin | jui. | août | sep. | oct. | nov. | déc.  | année |
| ------------------- | ----- | ----- | ----- | ----- | ----- | ---- | ---- | ---- | ---- | ---- | ---- | ----- | ----- |
| Précipitations (mm) | 117,7 | 161,2 | 157,1 | 150,8 | 109,8 | 53,2 | 53,5 | 73,7 | 90,3 | 109  | 152  | 139,7 | 1 308 |

## Ressources hydriques
Le nom de la province reflète le fait que ses limites sont marquées par des cours d'eau, importants en l'occurrence:
- à l'ouest et au sud, le Río Paraná
- à l'est, le Río Uruguay sur lequel a été construit le grand barrage de Salto Grande.
- au nord des rivières moins importantes, le Río Guayquiraró et le Río Mocoretá.

Vers le sud se trouve le Delta du Paraná avec des terrains bas et de nombreuses îles.

## Aires naturelles protégées
- Parc national El Palmar[11] (Département de Colón, 8200 ha. Créé en janvier 1966)
- Parc national Predelta[12] (Département de Diamante, 2458 ha. Créé en janvier 1992)
- Site Ramsar Palmar Yatay, situé dans les départements Colón et San Salvador. Le site est vaste de 21 450 ha. Il fut déclaré le 5 juin 2011.
- Réserve naturelle d'usage multiple de le Selva de Montiel.
- Parc scolaire rural Enrique Berduc, complexe de 600 hectares  dependant du Conseil Général d' Education d'Entre Ríos (CGE), situé à La Picada, à 23 km de Paraná[13].

## Flore et faune

### La flore
La végétation de la province est constituée de futaies dans les zones centrales et nord-orientales. Ces forêts sont constituées entre autres espèces par le ñandubay (Prosopis affinis), l'algarrobo blanco (Prosopis alba), l'espinillo (Prosopis denudans), le chañar (Geoffroea decorticans), le tala (Celtis ehrenbergiana), le faux-poivrier (Schinus molle), le lapacho (Tabebuia impetiginosa), le ceibo (Erythrina crista-galli), le curupí (Sapium haematospermum), le saule créole (Salix humboldtiana), l'espinillo (Acacia caven) et le timbó (Enterolobium contortisiliquum).
Dans le delta du Paraná se trouvent d'autres types de forêts appelées ici « Montes Blancos », formées d'autres espèces forestières comme le saule créole (salix humboldtiana), le saule colorado ou saule de la côte, le peuplier créole, ceux de Caroline et du Canada, le ceibo (erythrina crista-galli), le curupí (sapium haematospermum), le canelón (rapanea lorentziana), le laurel créole (ocotea acutifolia), l'inga (inga uruguaiensis), le palo amarillo (terminalia australis) et le faux alisier ou palo bobo (tessaria integrifolia). 

Aux environs de Colón et Concordia croissent les fort beaux palmiers appelés yatay (butia yatay). 

Les rivières et lagunes disposent d'une flore aquatique comme l'irupé (victoria cruziana), le repollito de agua (Pistia stratiotes), le camalote ou jacinthe d'eau (eichhornia crassipes) et l'achira ou conflore (canna indica) .
Présents aussi le Zanthoxylum rhoifolium, le Guaraniná (Sideroxylon obtusifolium), et bien d'autres espèces encore.

### La faune
La faune de l'Entre Ríos est variée et très riche, bénéficiant de la bonne protection naturelle assurée par les imposants cours d'eau qui l'entourent sur trois côtés et rendent plus difficile les déprédations causées par chasseurs et braconniers venus surtout des grandes villes de l'extérieur. Une autre protection est offerte par les limitations établies par les lois provinciales, tant à la pêche qu'à la chasse.

#### Mammifères
Les principaux mammifères autochtones sont le capybara (appelé ici carpincho) (Hydrochaeris hydrochaeris), le furet, le renard d'Aszara, le daguet gris (guazuncho), le laucha (es:Calomys laucha), le tatou à neuf bandes, le grand tatou velu ainsi que le grison galictis cuja. On remarque aussi le renard des savannes (ou renard crabier ou zorro de monte) (Cerdocyon thous), l'aguará guazú  ou loup à crinière (Chrysocyon brachyurus ), la mouffette chinga  (Conepatus chinga), la loutre à longue queue (Lontra longicaudis) et le renard gris de la pampa (Lycalopex gymnocercus).
On peut voir en outre le tatou hybride (Dasypus hybridus), le tatou à six bandes (Euphractus sexcinctus), le molosse du Brésil (Tadarida brasiliensis), le colocolo (Oncifelis colocolo), le chat de Geoffroy (Leopardus geoffroyi), le petit grison (Galictis cuja), le petit rongeur appelé localement rata conejo (Reithrodon auritus), le ragondin (Myocastor coypus), le  raton crabier (Procyon cancrivorus) et la viscache appelée parfois lièvre des pampas (Lagostomus maximus).
Parmi les Chiroptères on doit noter la présence du Vampire commun (Desmodus rotundus), du grand Noctilion (Noctilio leporinus), de la chauve-souris rousse de l'Ouest (Lasiurus blossevillii) et de la chauve-souris cendrée (Lasiurus cinereus).

#### Oiseaux
Comme partout en Argentine, les espèces d'oiseaux sont nombreuses et variées. Il faut citer le nandou (Rhea americana), la pénélope yacouhou (Penelope obscura), le synallaxe de Hudson (Asthenes hudsoni), le yetapá à collier (Alectrurus risora), le commandeur huppé (Gubernatrix cristata), le sporophile des marais (Sporophila palustris), le sporophile cannelle (Sporophila cinnamomea), le capuchino garganta negra (Sporophila ruficollis), le donacospize des marais (Donacospiza albifrons), le federal (Amblyramphus holosericeus), le faucon pèlerin (Falco peregrinus), le cacholote castaño (Pseudoseisura lophotes), le geai acahé (Cyanocorax chrysops), le chorlito de collar (Charadrius collaris), le bec-en-ciseaux noir (Rynchops niger), le sterne Sterna superciliaris et le sterne à gros bec (Phaetusa simplex).
Les oiseaux aquatiques se rencontrent dans les lacs, lagunes et nombreux cours d'eau de la province. On trouve des grues, des cigognes, des hérons, des aigrettes, des ibis mandore, des courlans bruns et des spatules, ainsi que des palmipèdes, canards, goélands et cygnes. Parmi les oiseaux les plus communs, il faut citer le guira cantara ou pirincho (Guira guira), le canard musqué (Cairina moschata), l'ibijau gris (Nyctibius griseus), plusieurs espèces de cardinaux dont le rey del bosque ou saltator à bec orange (Saltator aurantiirostris), le martin-pêcheur d'Amazonie (Chloroceryle amazona), le martin-pêcheur vert (Chloroceryle americana) et le cormoran vigua (Phalacrocorax brasilianus).
Dans la zone dite des pâturages d'Ibicuy, qui se situe à une vingtaine de kilomètres de la ville d'Ibicuy au sud de la province, on peut observer le héron flûte-du-soleil (Syrigma sibilatrix), le faucon aplomado (Falco femoralis), la chevêche des terriers (Speotyto cunicularia), le tyranneau barbu (Polystictus pectoralis), le pipit à plastron (Anthus furcatus), le sporophile à gorge sombre (Sporophila ruficollis), le sporophile des marais (Sporophila palustris), le sporophile cannelle (Sporophila cinnamomea), l'embernagre à cinq couleurs (Embernagra platensis), le carouge safran (Xanthopsar flavus), la synallaxe à bec droit ou pajonalera pico recto (Limnoctites rectirostris), le bécasseau roussâtre (Tryngites subruficollis), le pépoaza dominicain (Heteroxolmis dominicana).
Dans la zone de la province connue sous le nom de Costa Uruguay Norte, située au niveau de la confluence du río Gualeguaychú et du río Uruguay, on peut observer l'engoulevent à faucilles (Eleothreptus anomalus), le synallaxe des marais (Spartonoica maluroides), le pépoaza dominicain  (Heteroxolmis dominicana), le tyranneau barbu (Polystictus pectoralis), le sporophile à croupion roux (Sporophila hypochroma), le Sporophile zelichi (Sporophila zelichi), le (Speotyto cunicularia), le tyranneau barbu (Polystictus pectoralis), l'hirondelle fardée (Stelgidopteryx fucata), le pipit à plastron (Anthus furcatus), le sporophile à gorge sombre (Sporophila ruficollis), le sporophile des marais (Sporophila palustris), le sporophile cannelle (Sporophila cinnamomea), l'embernagre à cinq couleurs (Embernagra platensis), le carouge safran (Xanthopsar flavus).

##### Avifaune du Delta
Au sud-ouest de la province s'étend la vaste zone du delta du Paraná. Dans cette région, la faune aviaire est extrêmement riche. On y trouve notamment le tinamou tacheté (Nothura maculosa), le macá común (Podiceps rolland), le grèbe à bec bigarré (Podilymbus podiceps), le grand grèbe (Podiceps major), la spatule rosée (Platalea ajaja) le flamant du Chili (Phoenicopterus chilensis), le kamichi à collier (Chauna torquata).
On peut aussi y observer le cormoran vigua (Phalacrocorax olivaceus), le héron cocoi (Ardea cocoi), l'onoré rayé (Tigrisoma lineatum) le héron flûte-du-soleil (Syrigma sibilatrix), la grande aigrette (Egretta alba ou Casmerodius/Ardea alba), l'aigrette neigeuse (Egretta thula), le héron garde-bœufs (Bubulcus ibis ou Ardeola ibis), le héron strié (Butorides striatus ou Ardeola striatus), le bihoreau gris (Nycticorax nycticorax), le tantale d'Amérique appelé localement Tuyuyú (Mycteria americana), la cigogne maguari (Ciconia maguari), l'ibis à face nue (Phimosus infuscatus), le quervillo de Cañada (Plegadis chihi), et bien d'autres espèces encore 
Dans toute la zone du delta, on peut rencontrer l'élanion à queue blanche (Elanus leucurus), le milan des marais appelé localement caracolero, étant donné son goût pour les coquillages  (Rostrhamus sociabilis), le busard de Buffon (Circus buffoni), la buse à gros bec (Buteo magnirostris), la buse de Swainson (Buteo swainsoni), ainsi que le caracara huppé ou carancho (Polyborus plancus), le caracara chimango (Milvago chimango), le faucon aplomado (Falco femoralis), la crécerelle d'Amérique ou halconcito colorado (Falco sparverius).

#### Reptiles
On trouve des reptiles, et tout d'abord les caimans yacare (yacaré negro), également plusieurs espèces de serpents. Parmi ceux-ci, il faut noter la redoutable yarará grande (víbora de la cruz), la yarará ñata (bothrops ammodytoides) ou yarará camuse, le serpent à sonnette cascabelle (crotalus durissus terrificus), et le serpent de corail (micrurus fulvius, en plus de l'anaconda curiyú (eunectes notaeus). On y trouve aussi des iguanes et des lézards ; parmi ceux-ci le tégu noir et blanc (Salvator merianae) et le tégu commun (Tupinambis teguixin).

#### Amphibiens
Les amphibiens sont nombreux dans les importantes zones arrosées de la province. Citons les grenouilles de l'espèce Physalaemus biligonigerus, plusieurs espèces de Leptodactylus (Leptodactylus bufonius, Leptodactylus chaquensis, Leptodactylus gracilis, Leptodactylus latrans, Leptodactylus mystacinus, Leptodactylus latinasus), ainsi que les crapauds Rhinella schneideri et Rhinella arenarum. Comme autres amphibiens, il faut aussi citer le Scinax granulatus et le Scinax perereca, ce dernier en danger d'extinction.

#### Poissons
Parmi les plus de 240 espèces de poissons que l'on trouve dans la province, il faut citer : l'armado (Platydoras costatus) (un poisson-chat), le surubi tigré ou commun (Pseudoplatystoma corruscans) et le surubi réticulé (Pseudoplatystoma reticulatum), le patí (Luciopimelodus pati), le dorado (Salminus brasiliensis), le sábalo (Prochilodus lineatus), le manduví (Ageneiosus valenciennesi), l'anamengüí, le boga (Leporinus obtusidens), le pacú (Piaractus mesopotamicus) ,.
Il faut ajouter le poisson géant manguruyú (zungaro zungaro) qui peut atteindre 100 kilos et qui fréquente les eaux du Paraná, ainsi que l'agressif tararira (Hoplias malabaricus), véritable « guerrier des lagunes » que l'on trouve dans le delta du fleuve.
En outre on trouve parmi les principaux poissons, la manduvá (Ageneiosus inermis ou Ageneiosus marmoratus), le bagre sapo (Rhamdia quelen), le bagre hocicón (Auchenipterus osteomystax), le bagre blanc (Pimelodus albicans), le bagre jaune (Pimelodus maculatus), le salmón de río ou pirá pytá (Brycon orbygnianus), l'anguille picuda (Rhamphichthys rostratus).
Dans ces eaux, on trouve aussi la chafalote ou machete (Rhaphiodon vulpinus), la raie d'eau douce (Potamotrygon motoro), la mojarrita (Eucinostomus), le pejerrey (Odontesthes bonariensis), le piraña (ou palometa) (Serrasalmus marginatus), l'armado (Platydoras costatus), la manduvá (Ageneiosus brevifilis), le silure-spatule (Sorubim lima), un autre manguruyú (Paulicea lutkeni), l'armado commun (Pterodoras granulosus).
Enfin une mention spéciale pour le monstre de rivière appelé dientudo ou chucho de río (Potamotrygon motoro) une raie de rivière, dont Jeremy Wade, célèbre pêcheur vedette de la série River Monsters a témoigné de la dangerosité extrême et du gigantisme : pas moins de 135 cm et 115 kilos - pour un rare exemplaire, il est vrai.

## Démographie
Depuis 1895, la population de la province a évolué comme suit :
|                       | 1895      | 1914      | 1947       | 1960       | 1970       | 1980       | 1991       | 2001       | 2010       |
| --------------------- | --------- | --------- | ---------- | ---------- | ---------- | ---------- | ---------- | ---------- | ---------- |
| Province d'Entre Ríos | 292 019   | 425 373   | 787 362    | 805 357    | 811 691    | 908 313    | 1 020 257  | 1 173 533  | 1 236 300  |
| Total Argentine       | 4 044 911 | 7 903 662 | 15 893 811 | 20 013 793 | 23 364 431 | 27 949 480 | 32 615 528 | 37 156 195 | 40 091 359 |

En 2003, l'Institut argentin des statistiques et des recensements (INDEC) estimait la population à 1 220 123 habitants. Toujours selon l'INDEC, elle s'élevait à 1 242 547 habitants en juin 2007.
Tout au long du XXe siècle, la croissance démographique a été constante, mais nettement inférieure à celle de l'ensemble du pays. En 1895, le territoire — grand comme un septième du territoire de la France métropolitaine — comptait 292 019 habitants. De 1895 à 1991, la population de la province a crû de quelque 250 %, alors que l'ensemble de l'Argentine progressait de plus de 700 %.
Plus récemment cependant, on remarque que depuis 1991, le dynamisme démographique s'est accéléré, si bien que la population de la province augmente plus rapidement que celle de l'ensemble du pays.
Enfin la natalité observée dans la province (23 661 naissances en 2000, et 23 475 en 2004, soit un taux de 19,5 pour mille) laisse entrevoir, sauf imprévus démographique ou économique, une poursuite d'une croissance démographique solide dans les prochaines décennies.
Les projections de population effectuées par l'INDEC prévoyaient une population de 1 268 979 habitants en 2009 et 1 345 355 en 2015, soit un accroissement de plus de 12 500 personnes annuellement. La province aurait donc ainsi continué sa progression à un rythme un peu inférieur à 1 % par an,. Mais ces prévisions du début du siècle se sont révélées bien trop optimistes - crise économique argentine aidant.

### Évolution prévue jusque 2040
Les prévisions plus récentes de l'INDEC (à la suite du recensement de 2010) concernant les prochaines décennies prévoient pour 2040 une population provinciale de 1.598.960 habitants, pour une population totale du pays de 52.778.477 personnes la même année. L'INDEC prévoit donc un accroissement de la population provinciale de l'ordre de 30 % par rapport à 2010, soit plus ou moins l'équivalent de l'accroissement total argentin qui serait lui aussi d'un peu plus de 30 % en trente ans.
Résumé de l'évolution du chiffre de la population, selon les prévisions de l'INDEC, concernant les prochaines décennies jusque 2040 : 
|                       | 2001       | 2010       | 2020       | 2030       | 2040       |
| --------------------- | ---------- | ---------- | ---------- | ---------- | ---------- |
| Province d'Entre Ríos | 1.173.533  | 1.236.300  | 1.385.961  | 1.503.222  | 1.598.960  |
| Total Argentine       | 36.260.130 | 40.091.359 | 45.376.763 | 49.407.265 | 52.778.477 |

## Économie

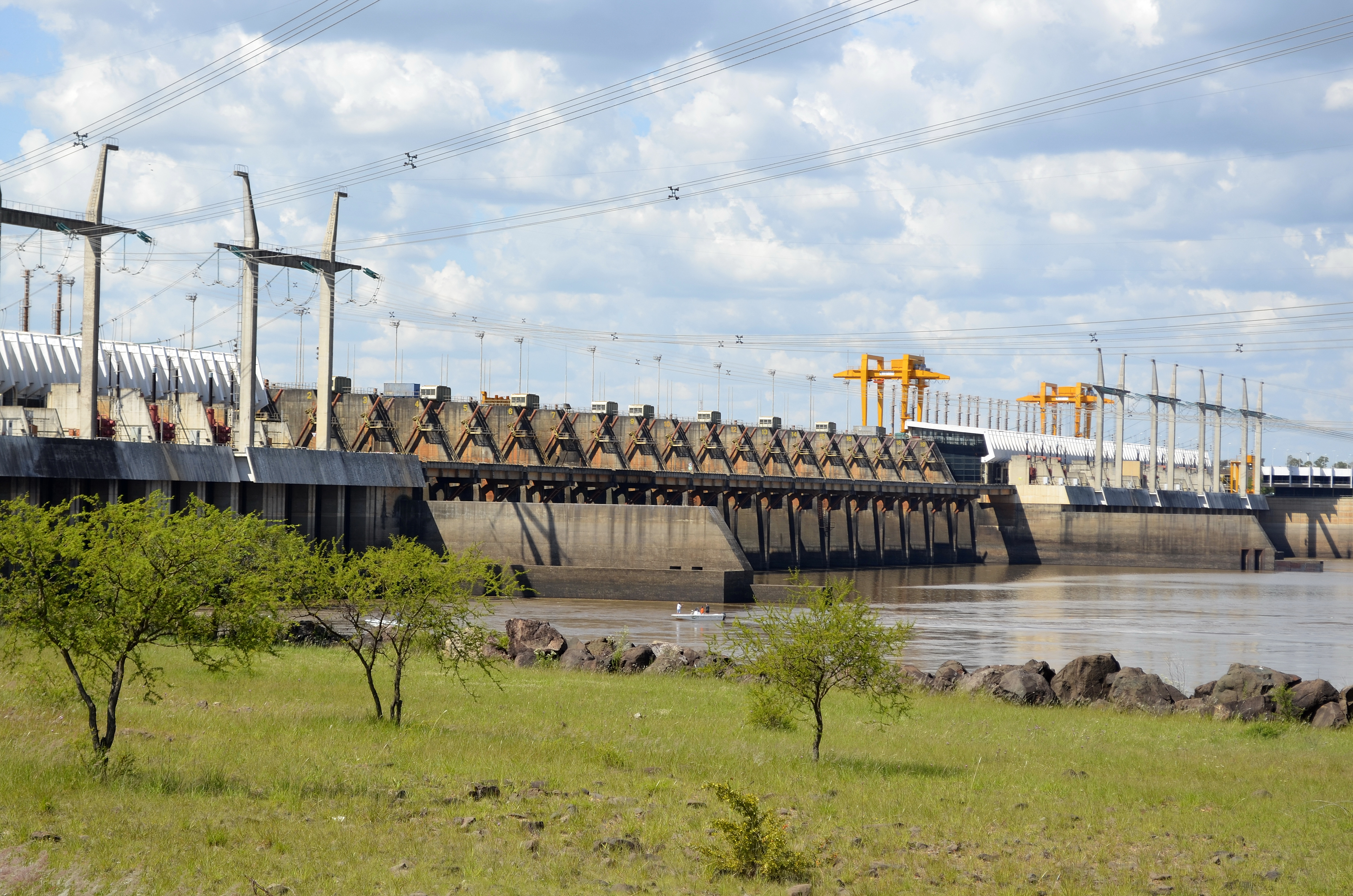
Barrage de Salto Grande à la frontière urugayo-argentine.

Comme bien des provinces argentines c'est l'industrie agro-alimentaire qui prédomine : 
- Activité agricole: se caractérise par les cultures de riz, de soja, de blé, de maïs et d'agrumes. C'est la première province productrice de mandarines et d'oranges, et la seconde de pamplemousses.

- Activités d'élevage: il y a une nette prédominance du secteur bovin et des volailles. Dans une moindre mesure l'élevage des ovins existe aussi.

- Activité industrielle: l'industrie a un lien étroit avec les secteurs agricole et d'élevage, avec l'élaboration d'aliments et de boissons. Il existe aussi des industries en relation avec le bois, les produits chimiques, la métallurgie et la production de machines.

## Tourisme
Les destinations touristiques sont nombreuses dans cette province  qui possède à la fois des trésors historiques et des sites souvent splendides.

### Tourisme culturel
- Paraná, la capitale de la province, est superbement installée sur la rive gauche surélevée du grand fleuve Paraná. La ville est riche de bâtiments historiques. Son Parque de la Costa, à 5 km de la ville, est un milieu complètement naturel, avec des sentiers qui pénètrent dans l'épaisseur de la forêt sauvage (tourisme écologique à portée de main).
- Concordia possède de fort beaux édifices des XIXe et XXe siècles. Notamment la Cathédrale San Antonio de Padua (1899), le palais Arruabarrena, actuellement musée, construit en 1919 en pur style français par la famille de même nom. Il faut aussi citer le Castillo San Carlos datant de 1888 et visité par Antoine de Saint-Exupéry lors d'un de ses voyages - il lui a dédié son conte appelé "oasis" - , la plaza 25 de Mayo (construite en 1833) avec le monument au général José de San Martín en son centre ; l'édifice de la municipalité, face à cette place, date de 1943.
- Gualeguaychú possède entre autres la fort belle cathédrale San José.
- Victoria : la ville possède une belle cathédrale de la fin du XIXe siècle ainsi qu'une très belle abbaye bénédictine.
- Concepción del Uruguay, ville près de laquelle l'important caudillo local Justo José de Urquiza se fit construire l'imposant Palais San José, un superbe édifice datant du milieu du XIXe siècle (construit de 1848 à 1859).
- Gualeguay, jolie petite ville bâtie à une altitude de 15 mètres, sur les rives du río Gualeguay, affluent de la branche Paraná Pavon du Río Paraná.

### Autres centres touristiques
- Le parc national El Palmar dans le Département de Colón s'étend sur 82 km2.
- Le parc national Predelta dans le Département de Diamante, à 50 km au sud de la ville de Paraná, 100 km au nord de Rosario, et donc plus ou moins 400 km de Buenos Aires (2458 hectares).
- La Reserva Íctica Provincial Curuzú Chalí (réserve de pêche), à La Paz, un delta intérieur du Paraná de 14 000 hectares comportant une grande quantité de petites îles.
- La Paz, petite ville devenue un important centre touristique, possède notamment un complexe thermal (Termas de La Paz), inauguré en 2003, situé sur les hauteurs de la rive du río Paraná. Il s'agit d'une résurgence d'eau salée de l'aquifère guarani. L'eau jaillit à une température de plus ou moins 41,7 °C, et contient du bore, du fluor, du sodium, de l'iode.

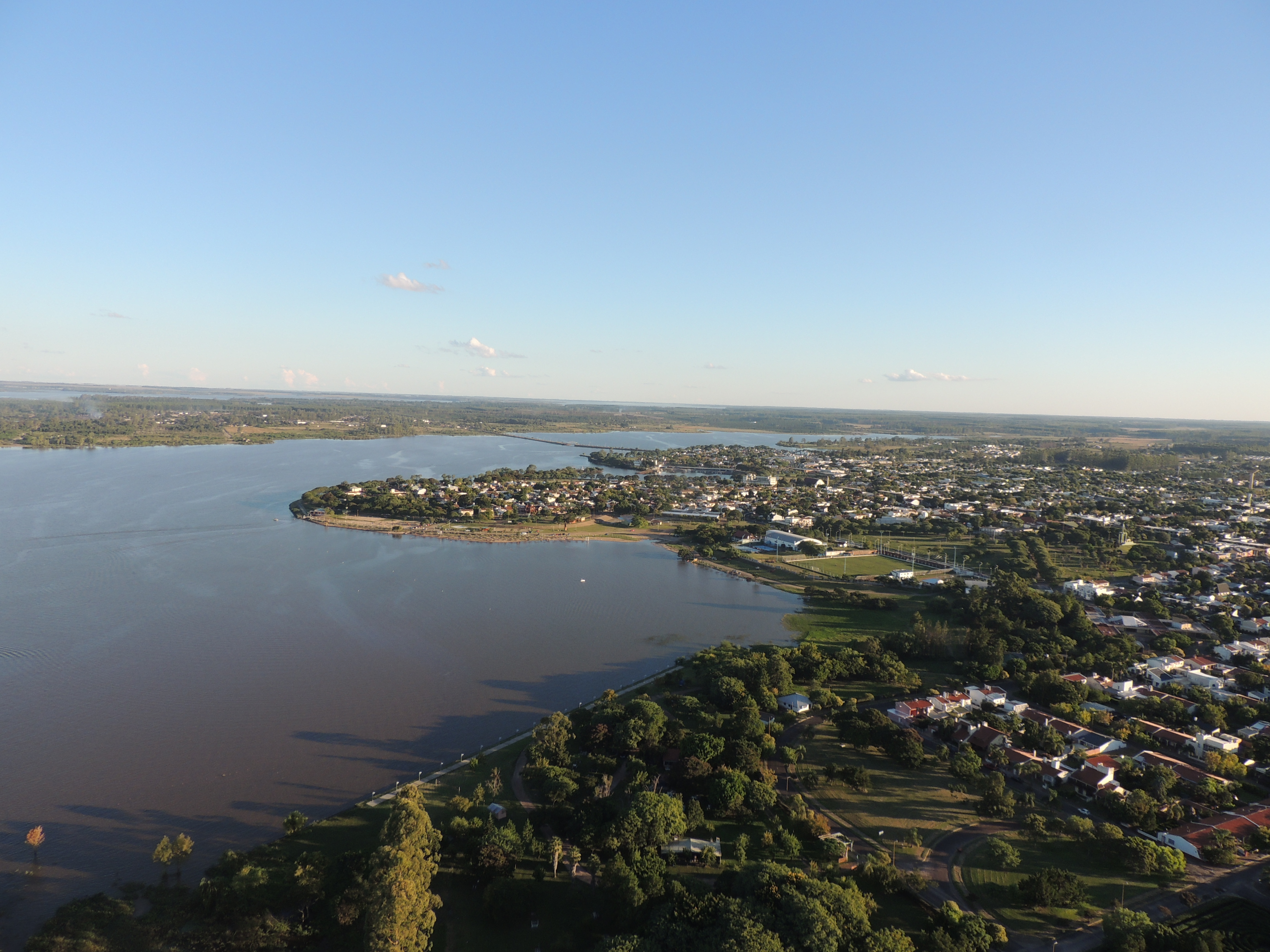
Vue aérienne de la ville de Federación

- Chajarí et ses thermes.